# Condado de Mason (Míchigan)
El condado de Mason (en inglés: Mason County, Míchigan), fundado en 1840, es uno de los 83 condado del estado estadounidense de Míchigan. En el censo de los Estados Unidos de 2020 tenía una población de 29 052 habitantes con una densidad poblacional de 58.0 personas por milla² (22.4 personas por km²). La sede del condado es Ludington.

## Geografía
Según la Oficina del Censo, el condado tiene un área total de 3217 km² (1242,1 mi²), de la cual 1282 km² (495 mi²) es tierra y 1935 km² (747,1 mi²) es agua.

## Condados adyacentes
- Condado de Manistee norte
- Condado de Lake este
- Condado de Oceana sur
- Condado de Sheboygan suroeste
- Condado de Manitowoc oeste

## Demografía
En el 2000 la renta per cápita promedia del condado era de $34,704, y el ingreso promedio para una familia era de $41,654. El ingreso per cápita para el condado era de $17,713. En 2000 los hombres tenían un ingreso per cápita de $33,873 frente a los $22,616 que percibían las mujeres. Alrededor del 11.00% de la población estaba bajo el umbral de pobreza nacional.

## Lugares

### Ciudades
- Ludington
- Scottville

### Villas
- Custer
- Fountain
- Free Soil

### Municipios
| - Municipio de Amber - Municipio de Branch - Municipio de Custer - Municipio de Eden - Municipio de Free Soil - Municipio de Grant - Municipio de Hamlin - Municipio de Logan | - Municipio de Meade - Municipio de Pere Marquette Chárter - Municipio de Riverton - Municipio de Sheridan - Municipio de Sherman - Municipio de Summit - Municipio de Victory |

### Principales carreteras
- US-10
- US-31
- US-31 Business es una ruta del estímulo a lo largo Pere Marquette la autopista al este de Ludington.
- M-116 esta carretera se encuentra totalmente dentro del Condado de Mason y sirve de acceso al famoso parque Ludington Estado